# Okres Tarnów
Okres Tarnów (polsky Powiat tarnowski) je okres v polském Malopolském vojvodství. Rozlohu má 1413,44 km² a v roce 2020 zde žilo 201 230 obyvatel. Sídlem správy okresu je město Tarnów, které však není jeho součástí, ale tvoří samostatný městský okres.

## Gminy
Městsko-vesnické:
- Ciężkowice
- Radłów
- Ryglice
- Tuchów
- Wojnicz
- Zakliczyn
- Żabno

Vesnické:
- Gromnik
- Lisia Góra
- Pleśna
- Rzepiennik Strzyżewski
- Skrzyszów
- Szerzyny
- Tarnów
- Wierzchosławice
- Wietrzychowice

## Města
- Ciężkowice
- Radłów
- Ryglice
- Tuchów
- Wojnicz
- Zakliczyn
- Żabno

## Sousední okresy
| Růžice kompasu | Kazimierza Proszowice | Dąbrowa      |        | Růžice kompasu |
| Růžice kompasu | Brzesko               | Sever        | Dębica | Růžice kompasu |
| Růžice kompasu | Brzesko               | Okres Tarnów | Dębica | Růžice kompasu |
| Růžice kompasu | Brzesko               | Jih          | Dębica | Růžice kompasu |
| Růžice kompasu | Nowy Sącz             | Gorlice      | Jasło  | Růžice kompasu |